# Елютин, Вячеслав Петрович
Вячеслав Петрович Елю́тин (26 февраля (11 марта) 1907 года, Саратов, Российская империя — 5 февраля 1993, Москва, Российская Федерация) — советский государственный деятель, учёный-металлург, педагог. Министр высшего образования СССР (1954—1959), министр высшего и среднего специального образования СССР (1959—1985). Член-корреспондент АН СССР (1962).

## Биография
Родился в семье железнодорожника.
Член ВКП(б) c 1929 года. Учился в Московской горной академии, после её разделения на шесть вузов в 1930 году в том же году окончил Московский институт стали (ныне НИТУ «МИСиС»). Доктор технических наук. Профессор (1947).
С 1933 года — доцент МИС имени И. В. Сталина. С 1935 года — декан, с 1937 года — заместитель директора Всесоюзной промышленной академии по научной и учебной работе.
В июле-декабре 1941 года — курсант Ленинградского артиллерийско-технического училища. В 1941—1943 годах — артиллерийский техник, помощник военного представителя Миномётного управления Главного артиллерийского управления РККА по военной приёмке.
1943—1945 гг. — доцент,
1945—1951 гг. — директор МИС имени И. В. Сталина,
1951—1954 гг. — первый заместитель министра,
1954—1959 гг. — министр высшего образования СССР,
1959—1985 гг. — министр высшего и среднего специального образования СССР. Так как министерство по сути то же самое, В.П.Елютин - рекордсмен по продолжительности руководства отраслью - более тридцати одного года, следующий за ним - Е.П.Славский - более двадцяти девяти лет во главе атомной отрасли ( среднее машиностроение, 1957 - 1986 г.г.)
Член ЦК КПСС (1961—1986), кандидат в члены ЦК КПСС (1956—1961). Депутат Совета Национальностей Верховного Совета СССР 6—11 созывов от Татарской АССР.
С июля 1985 года персональный пенсионер союзного значения.
Похоронен в Москве на Донском кладбище.

## Научная деятельность
Основные труды относятся к исследованию свойств и технологий получения ферросплавов и высокотемпературных материалов, а также к изучению проблем высшего образования.
Является соавтором зарегистрированного Государственным реестром открытий СССР научного открытия: Явление ускоренного испарения углерода из металлокарбидных и карбидоуглеродных эвтектик. В. П. Елютин, В. И. Костиков, М. А. Маурах, Н. Н. Шипков, В. П. Соседов, И. А. Берёзин, В. Н. Бобковский, И. А. Пеньков. № 143 с приоритетом от 24 октября 1969 г.

## Награды и звания
- четыре ордена Ленина
- орден Октябрьской революции
- орден Трудового Красного Знамени
- два ордена «Знак Почёта».
- Сталинская премия второй степени (1952) — за учебник «Производство ферросплавов» (1951)

## Семья
Сын — Елютин Александр Вячеславович (1937—2012) — академик РАН, заведующий кафедрой высокотемпературных материалов, процессов и алмазов НИТУ МИСиС.
Сын — Елютин Павел Вячеславович — к.ф.-м.н. (1978), доцент физического факультета МГУ
Сын — Елютин Андрей Вячеславович (1953—2016) — бессменный главный редактор журнала «Автозвук», а затем и портала автозвук.рф. Похоронен в могиле родителей.

## Основные труды
- Производство ферросплавов / В. П. Елютин, Ю. А. Павлов, Б. Е. Левин, Е. М. Алексеев. 2-е изд. — М.: Гос. научно-техн. изд-во лит-ры по чёрной и цветной металлургии, 1957.
- Елютин В. П. Высшая школа страны социализма. М., 1959.
- Елютин В. П. Развитие высшей школы в СССР. М., 1971.
- Елютин В. П., Павлов Ю. А. Высокотемпературные материалы. В 2-х т. — М.: Металлургия, 1972.
- Взаимодействие окислов металлов с углеродом / В. П. Елютин, Ю. А. Павлов, В. П. Поляков, С. Б. Шеболдаев. — М.: Металлургия, 1976.
- Елютин В. П. Высшая школа общества развитого социализма. — М.: Высшая школа, 1980.